# The Ultimate Fighter: Team Liddell vs. Team Ortiz Finale
The Ultimate Fighter: Team Liddell vs. Team Ortiz Finale (también conocido como The Ultimate Fighter 11 Finale) fue un evento de artes marciales mixtas celebrado por Ultimate Fighting Championship el 19 de junio de 2010 en el Palms Casino Resort, en Las Vegas, Nevada.

## Historia
El evento contó con la final del reality show The Ultimate Fighter de la temporada The Ultimate Fighter: Team Liddell vs. Team Ortiz en la división de peso medio.
Kenny Florian tomó el lugar de Joe Rogan como comentarista, debido a conflictos de programación para Rogan.
Darren Elkins fue programado para enfrentar a Charles Oliveira en el evento, pero según se informa Oliveira tuvo que retirarse de la pelea debido a problemas de visado. La pelea se trasladó a UFC Live: Jones vs. Matyushenko en agosto de 2010, donde ganó Oliveira por sumisión en la primera ronda.

## Resultados
1. ↑  Final de Peso Medio TUF 11.

## Premios extra
Cada peleador recibió un bono de $25,000.
- Pelea de la Noche: Matt Hamill vs. Keith Jardine
- KO de la Noche: Chris Leben
- Sumisión de la Noche: Court McGee